# 1393 Sofala
1393 Sofala (1936 KD) là một tiểu hành tinh vành đai chính được phát hiện ngày 25 tháng 5 năm 1936 bởi C. Jackson ở Johannesburg (UO).